# Фред Столл
Фред Столл (англ. Fred Stolle;  8 жовтня 1938 — 5 березня 2025) —  австралійський тенісист. Найвищу одиночну позицію світового рейтингу — 1 місце досяг 1966 (за даними World Tennis), парну — 1 місце — 1964 року. Здобув 39 одиночних титулів. Перемагав на турнірах Великого шолома в одиночному, парному та змішаному парному розрядах. Завершив кар'єру 1976 року.

## Фінали турнірів Великого шолома

### Одиночний розряд (2–6)
| Результат | Рік  | Турнір               | Покриття | Суперник     | Рахунок                 |
| --------- | ---- | -------------------- | -------- | ------------ | ----------------------- |
| Поразка   | 1963 | Вімблдонський турнір | Трава    | Чак Маккінлі | 7–9, 1–6, 4–6           |
| Поразка   | 1964 | Чемпіонат Австралії  | Трава    | Рой Емерсон  | 3–6, 4–6, 2–6           |
| Поразка   | 1964 | Вімблдонський турнір | Трава    | Рой Емерсон  | 1–6, 10–12, 6–4, 3–6    |
| Поразка   | 1964 | Чемпіонат США        | Трава    | Рой Емерсон  | 4–6, 2–6, 4–6           |
| Поразка   | 1965 | Чемпіонат Австралії  | Трава    | Рой Емерсон  | 9–7, 6–2, 4–6, 5–7, 1–6 |
| Перемога  | 1965 | Чемпіонат Франції    | Ґрунт    | Тоні Роч     | 3–6, 6–0, 6–2, 6–3      |
| Поразка   | 1965 | Вімблдонський турнір | Трава    | Рой Емерсон  | 2–6, 4–6, 4–6           |
| Перемога  | 1966 | Чемпіонат США        | Трава    | Джон Ньюкомб | 4–6, 12–10, 6–3, 6–4    |

### Парний розряд (10–6)
| Результат | Рік  | Турнір                                 | Покриття | Партнер      | Суперники                      | Рахунок                     |
| --------- | ---- | -------------------------------------- | -------- | ------------ | ------------------------------ | --------------------------- |
| Поразка   | 1961 | Вімблдонський турнір                   | Трава    | Боб Г'юїтт   | Рой Емерсон Ніл Фрейзер        | 4–6, 8–6, 4–6, 8–6, 6–8     |
| Поразка   | 1962 | Відкритий чемпіонат Австралії з тенісу | Трава    | Боб Г'юїтт   | Рой Емерсон Ніл Фрейзер        | 6–4, 6–4, 1–6, 4–6, 9–11    |
| Перемога  | 1962 | Вімблдонський турнір                   | Трава    | Боб Г'юїтт   | Боро Йованович Нікола Пилич    | 6–2, 5–7, 6–2, 6–4          |
| Перемога  | 1963 | Чемпіонат Австралії                    | Трава    | Боб Г'юїтт   | Кен Флетчер Джон Ньюкомб       | 6–2, 3–6, 6–3, 3–6, 6–3     |
| Перемога  | 1964 | Чемпіонат Австралії                    | Трава    | Боб Г'юїтт   | Рой Емерсон Кен Флетчер        | 6–4, 7–5, 3–6, 4–6, 14–12   |
| Перемога  | 1964 | Вімблдонський турнір                   | Трава    | Боб Г'юїтт   | Рой Емерсон Кен Флетчер        | 7–5, 11–9, 6–4              |
| Поразка   | 1965 | Чемпіонат Австралії                    | Трава    | Рой Емерсон  | Джон Ньюкомб Тоні Роч          | 6–3, 6–4, 11–13, 3–6, 4–6   |
| Перемога  | 1965 | Чемпіонат Франції                      | Ґрунт    | Рой Емерсон  | Кен Флетчер Боб Г'юїтт         | 6–8, 6–3, 8–6, 6–2          |
| Перемога  | 1965 | Чемпіонат США                          | Трава    | Рой Емерсон  | Френк Фролінг Чарлз Пасарелл   | 6–4, 10–12, 7–5, 6–3        |
| Перемога  | 1966 | Чемпіонат Австралії                    | Трава    | Рой Емерсон  | Джон Ньюкомб Тоні Роч          | 7–9, 6–3, 6–8, 14–12, 12–10 |
| Перемога  | 1966 | Чемпіонат США                          | Трава    | Рой Емерсон  | Кларк Гребнер Денніс Ролстрон  | 6–4, 6–4, 6–4               |
| Перемога  | 1968 | Відкритий чемпіонат Франції            | Ґрунт    | Кен Роузволл | Рой Емерсон Род Лейвер         | 6–3, 6–4, 6–3               |
| Поразка   | 1968 | Вімблдонський турнір                   | Трава    | Кен Роузволл | Джон Ньюкомб Тоні Роч          | 6–3, 6–8, 7–5, 12–14, 3–6   |
| Поразка   | 1969 | Відкритий чемпіонат Австралії          | Трава    | Кен Роузволл | Род Лейвер Рой Емерсон         | 4–6, 4–6                    |
| Перемога  | 1969 | Відкритий чемпіонат США                | Трава    | Кен Роузволл | Чарлз Пасарелл Денніс Ролстрон | 2–6, 7–5, 13–11, 6–3        |
| Поразка   | 1970 | Вімблдонський турнір                   | Трава    | Кен Роузволл | Джон Ньюкомб Тоні Роч          | 8–10, 3–6, 1–6              |

## Титули в парному розряді за часів відкритої ери (10)
| No  | Рік  | Турнір                                     | Покриття | Партнер         | Суперники                      | Рахунок              |
| --- | ---- | ------------------------------------------ | -------- | --------------- | ------------------------------ | -------------------- |
| 1.  | 1968 | Відкритий чемпіонат Франції, Париж         | Ґрунт    | Кен Роузволл    | Рой Емерсон Род Лейвер         | 6–3, 6–4, 6–3        |
| 2.  | 1968 | Лос-Анджелес, США                          | Тверде   | Кен Роузволл    | Кліфф Дрісдейл Роджер Тейлор   | 7–5, 6–1             |
| 3.  | 1969 | Відкритий чемпіонат США з тенісу, Нью-Йорк | Трава    | Кен Роузволл    | Чарлі Пасарелл Денніс Ролстрон | 2–6, 7–5, 13–11, 6–3 |
| 4.  | 1971 | Bologna WCT, Італія                        | Килим    | Кен Роузволл    | Роберт Мауд Фрю Макміллан      | 6–7, 6–2, 6–3, 6–3   |
| 5.  | 1972 | Бреттон-Вудс, США                          | Тверде   | Джон Александер | Нікола Пилич Кліфф Річі        | 7–6, 7–6             |
| 6.  | 1972 | Vancouver WCT, Канада                      | Outdoor  | Джон Ньюкомб    | Кліфф Дрісдейл Аллан Стоун     | 7–6, 6–0             |
| 7.  | 1972 | Йоганнесбург-2, ПАР                        | Тверде   | Джон Ньюкомб    | Террі Еддісон Боб Кармайкл     | 6–3, 6–4             |
| 8.  | 1973 | Чикаго, США                                | Килим    | Кен Роузволл    | Ісмаїл Ель-Шафей Браян Феерлі  | 6–7, 6–4, 6–2        |
| 9.  | 1973 | Клівленд, США                              | Килим    | Кен Роузволл    | Ісмаїл Ель-Шафей Браян Феерлі  | 6–2, 6–3             |
| 10. | 1973 | Bretton Woods, США                         | Ґрунт    | Род Лейвер      | Боб Кармайкл Фрю Макміллан     | 7–6, 4–6, 7–5        |

## Часовий графік результатів
| W | Ф | ПФ | ЧФ | #Р | КТ | К# | DNQ | A | NH |

### Одиночний розряд
|                                        | 1958                   | 1959                   | 1960                   | 1961                   | 1962                   | 1963                   | 1964                   | 1965                   | 1966                   | 1967                   | 1968                   | 1969                   | 1970                   | 1971                   | 1972                   | 1973                   | 1974                   | 1975                   | 1976                   | 1977                   | 1977                   | 1978                   | SR     | W–L    | Win % |
| -------------------------------------- | ---------------------- | ---------------------- | ---------------------- | ---------------------- | ---------------------- | ---------------------- | ---------------------- | ---------------------- | ---------------------- | ---------------------- | ---------------------- | ---------------------- | ---------------------- | ---------------------- | ---------------------- | ---------------------- | ---------------------- | ---------------------- | ---------------------- | ---------------------- | ---------------------- | ---------------------- | ------ | ------ | ----- |
| Турніри Великого шлему                 | Турніри Великого шлему | Турніри Великого шлему | Турніри Великого шлему | Турніри Великого шлему | Турніри Великого шлему | Турніри Великого шлему | Турніри Великого шлему | Турніри Великого шлему | Турніри Великого шлему | Турніри Великого шлему | Турніри Великого шлему | Турніри Великого шлему | Турніри Великого шлему | Турніри Великого шлему | Турніри Великого шлему | Турніри Великого шлему | Турніри Великого шлему | Турніри Великого шлему | Турніри Великого шлему | Турніри Великого шлему | Турніри Великого шлему | Турніри Великого шлему | 2 / 41 | 102–39 | 72.3  |
| Відкритий чемпіонат Австралії з тенісу | 1р                     |                        | 1р                     | ПФ                     | ЧФ                     | ПФ                     | Ф                      | Ф                      | ПФ                     |                        |                        | ЧФ                     |                        | 3р                     |                        |                        |                        |                        |                        |                        |                        |                        | 0 / 10 | 23–10  | 69.7  |
| Відкритий чемпіонат Франції з тенісу   |                        |                        | 2р                     | 3р                     | 4р                     | 2р                     | 4р                     | П                      | ЧФ                     |                        | 2р                     | ЧФ                     |                        |                        |                        |                        |                        |                        |                        |                        |                        |                        | 1 / 9  | 23–8   | 74.2  |
| Вімблдонський турнір                   |                        |                        | 1р                     | 2р                     | 3р                     | Ф                      | Ф                      | Ф                      | 2р                     |                        | 4р                     | 4р                     | 1р                     | 4р                     |                        |                        |                        |                        |                        |                        |                        | 1р                     | 0 / 12 | 31–12  | 72.1  |
| Відкритий чемпіонат США з тенісу       |                        |                        |                        |                        | 2р                     |                        | Ф                      | 2р                     | П                      |                        | 2р                     | ЧФ                     | 3р                     |                        | ЧФ                     |                        |                        | 1р                     |                        | 2р                     | 2р                     |                        | 1 / 10 | 25–9   | 73.5  |
| Турніри Про-Слем                       | Турніри Про-Слем       | Турніри Про-Слем       | Турніри Про-Слем       | Турніри Про-Слем       | Турніри Про-Слем       | Турніри Про-Слем       | Турніри Про-Слем       | Турніри Про-Слем       | Турніри Про-Слем       | Турніри Про-Слем       | Турніри Про-Слем       | Турніри Про-Слем       | Турніри Про-Слем       | Турніри Про-Слем       | Турніри Про-Слем       | Турніри Про-Слем       | Турніри Про-Слем       | Турніри Про-Слем       | Турніри Про-Слем       | Турніри Про-Слем       | Турніри Про-Слем       | Турніри Про-Слем       | 0 / 3  | 4–3    | 57.1  |
| U.S. Pro                               | A                      | A                      | A                      | A                      | A                      | A                      | A                      | A                      |                        | ПФ                     | Not a Major            | Not a Major            | Not a Major            | Not a Major            | Not a Major            | Not a Major            | Not a Major            | Not a Major            | Not a Major            | Not a Major            | Not a Major            | Not a Major            | 0 / 1  | 2–1    | 66.7  |
| French Pro                             | A                      | A                      | A                      | A                      | A                      | A                      | A                      | A                      |                        | ПФ                     | Not a Major            | Not a Major            | Not a Major            | Not a Major            | Not a Major            | Not a Major            | Not a Major            | Not a Major            | Not a Major            | Not a Major            | Not a Major            | Not a Major            | 0 / 1  | 2–1    | 66.7  |
| Wembley Pro                            | A                      | A                      | A                      | A                      | A                      | A                      | A                      | A                      |                        | 1р                     | Not a Major            | Not a Major            | Not a Major            | Not a Major            | Not a Major            | Not a Major            | Not a Major            | Not a Major            | Not a Major            | Not a Major            | Not a Major            | Not a Major            | 0 / 1  | 0–1    | 0.0   |
| В-П                                    | 0–1                    |                        | 0–3                    | 6–3                    | 8–4                    | 9–3                    | 19–4                   | 18–3                   | 15–3                   | 4–3                    | 4–3                    | 13–4                   | 1–2                    | 4–2                    | 4–1                    |                        |                        | 0–1                    |                        | 1–1                    | 1–1                    | 0–1                    | 2 / 41 | 106–42 | 71.6  |

Нотатка: 1977 року Відкритий чемпіонат Австралії відбувся двічі: в січні та грудні.